# Архієрейський будинок (Чернігів)
Архієрейський будинок — пам'ятка архітектури національного значення у Чернігові. Наразі у будівлі розміщується Чернігівське духовне училище.

## Історія
Постановою Кабінету Міністрів УРСР від 24.08.1963 № 970 «Про впорядкування справи обліку та охорони пам'яток архітектури на території Української РСР» надано статус «пам'ятник архітектурі національного значення» № 819/7.
Встановлено інформаційну дошку.

## Опис
Входить до комплексу споруд Троїцько-Іллінського монастиря — ділянка історико-архітектурного заповідника «Чернігів стародавній», розташована на Болдиній Горі — Вулиця Олександра Довженка, 92.
Архієрейський будинок був збудований 1750 року. Неодноразово ремонтувався та перебудовувався у ХІХ та ХХ століттях. Спочатку перекриття будівлі були склепінчасті, південний та північний фасади були з ризалітами. Внаслідок перебудови у ХІХ столітті ризаліти були з'єднані торцевими стінами.
Двоповерховий, кам'яний, Н-подібний у плані будинок зі скатним дахом. Перекриття плоскі залізобетонні. Профільовані міжповерховий та вінчаючий карнизи оперізують будівлю. Зовнішні кути фасаду та торцеві фасади з лопатками. У прямокутних нішах розташовані прямокутні отвори, мають профільоване обрамлення; по 3 вікна другого поверху (крім західного фасаду), по центральній осі будівлі арочні.
У роки Другої світової війни постраждав від пожежі. У повоєнні роки будинок було відновлено. Наразі у будівлі розміщується Чернігівське духовне училище.

## Галерея

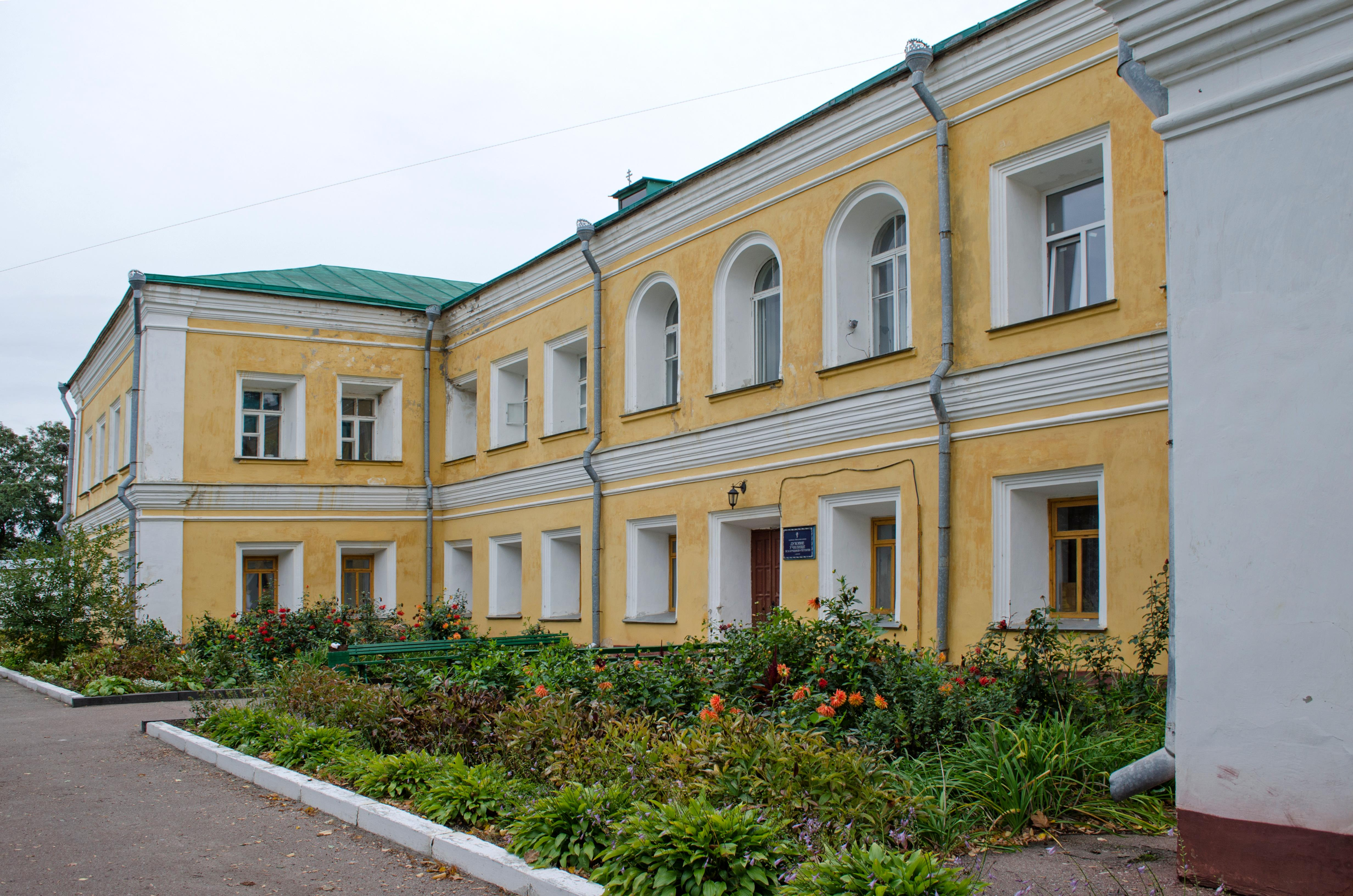
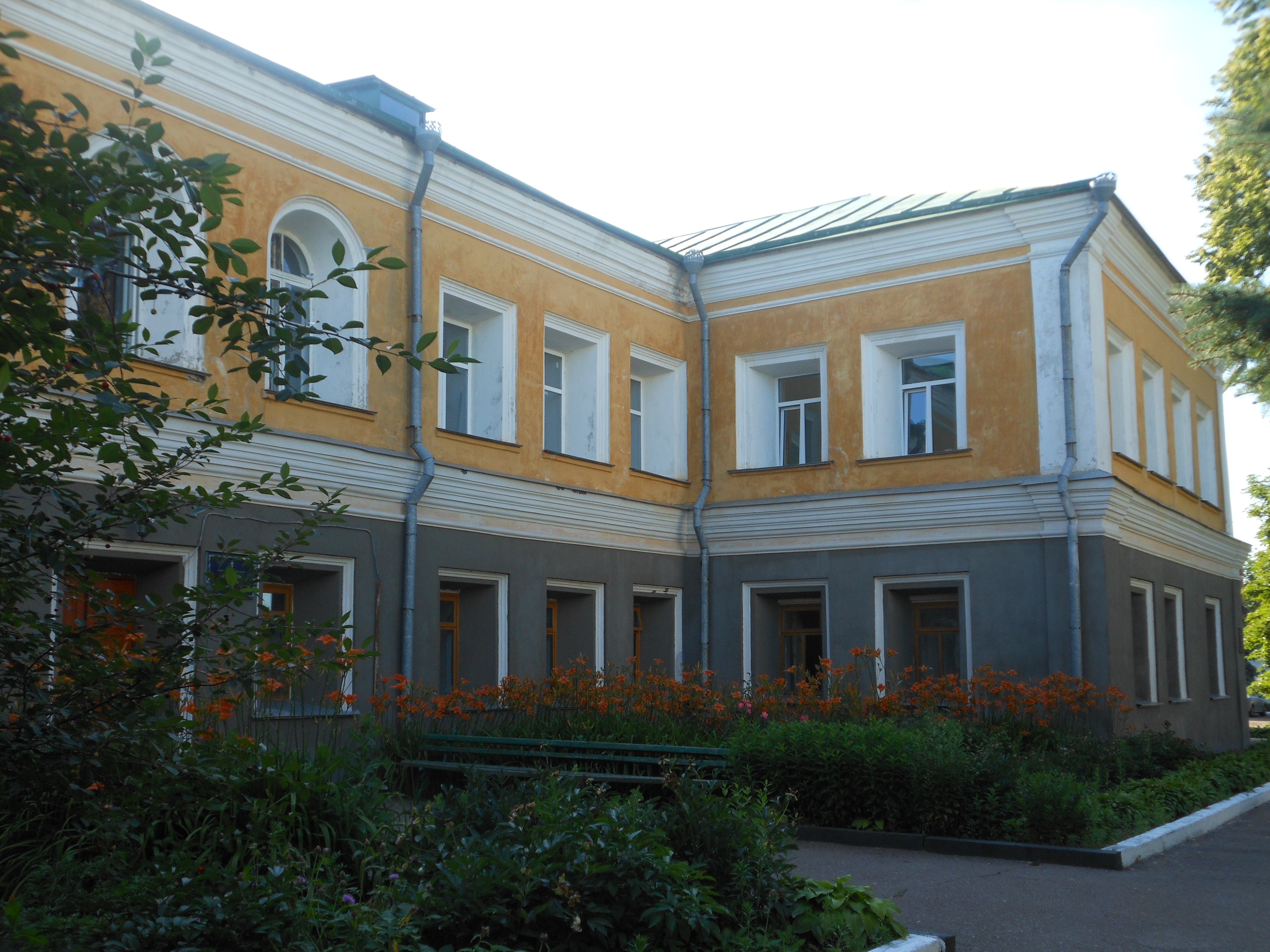
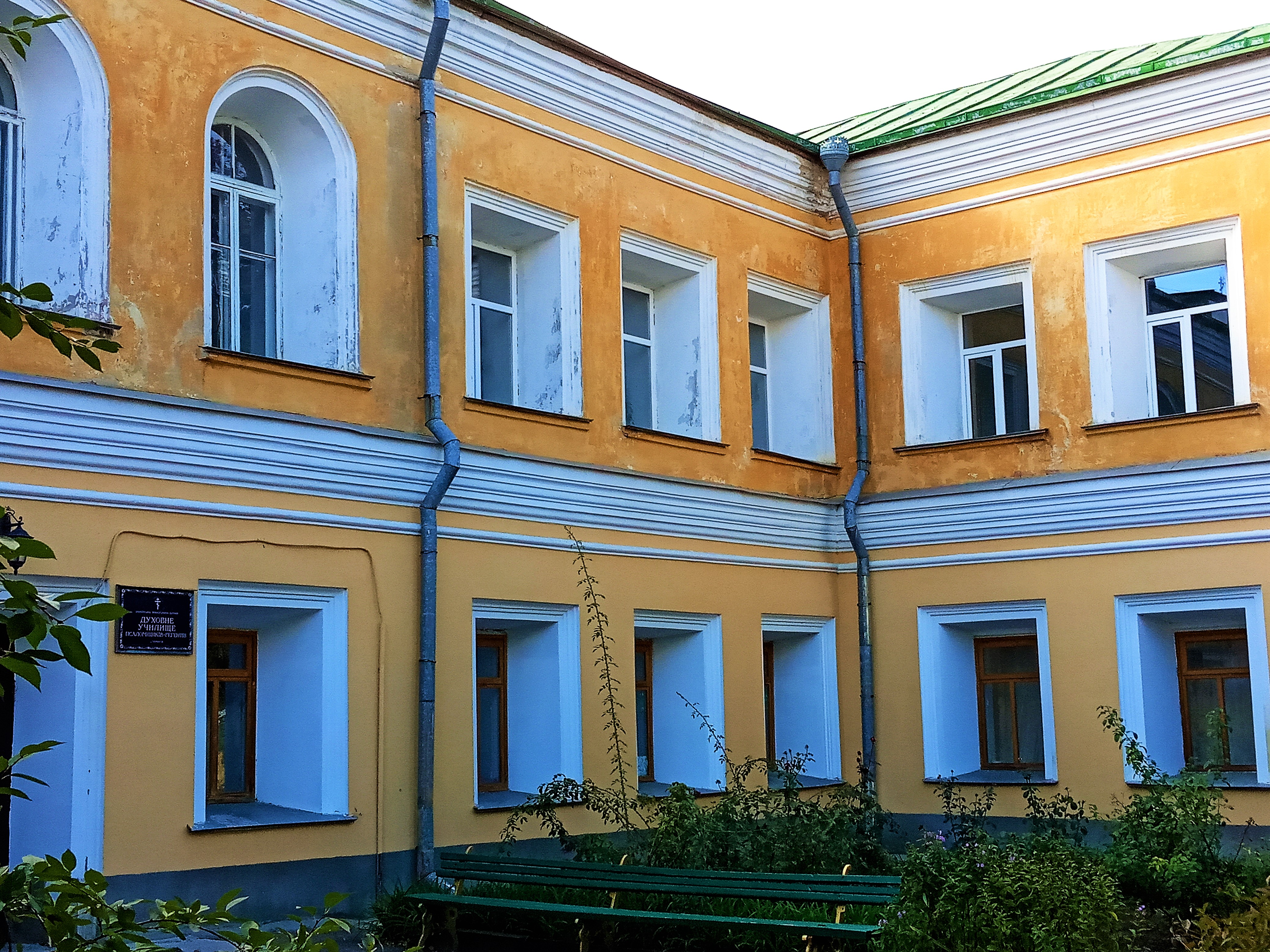
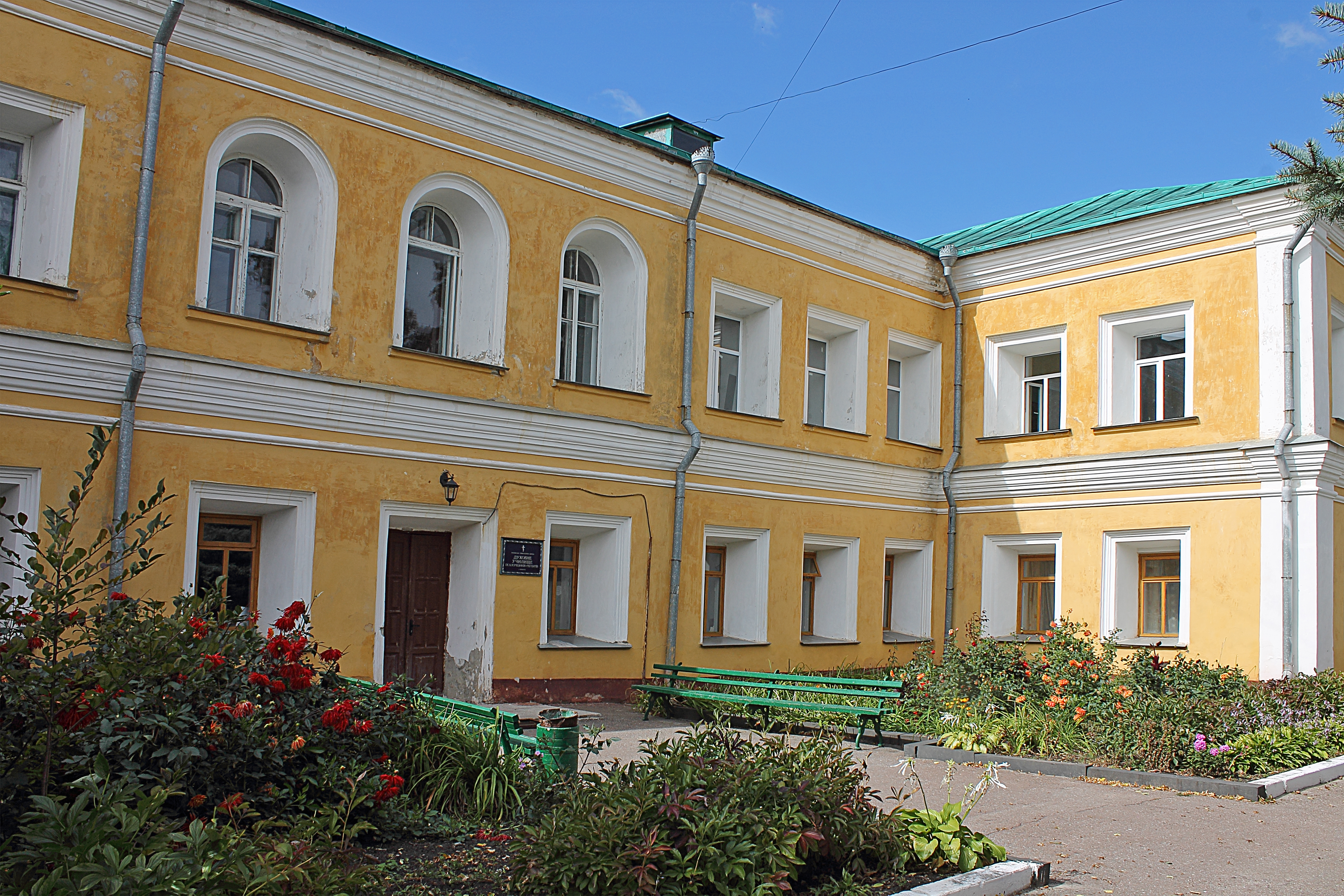
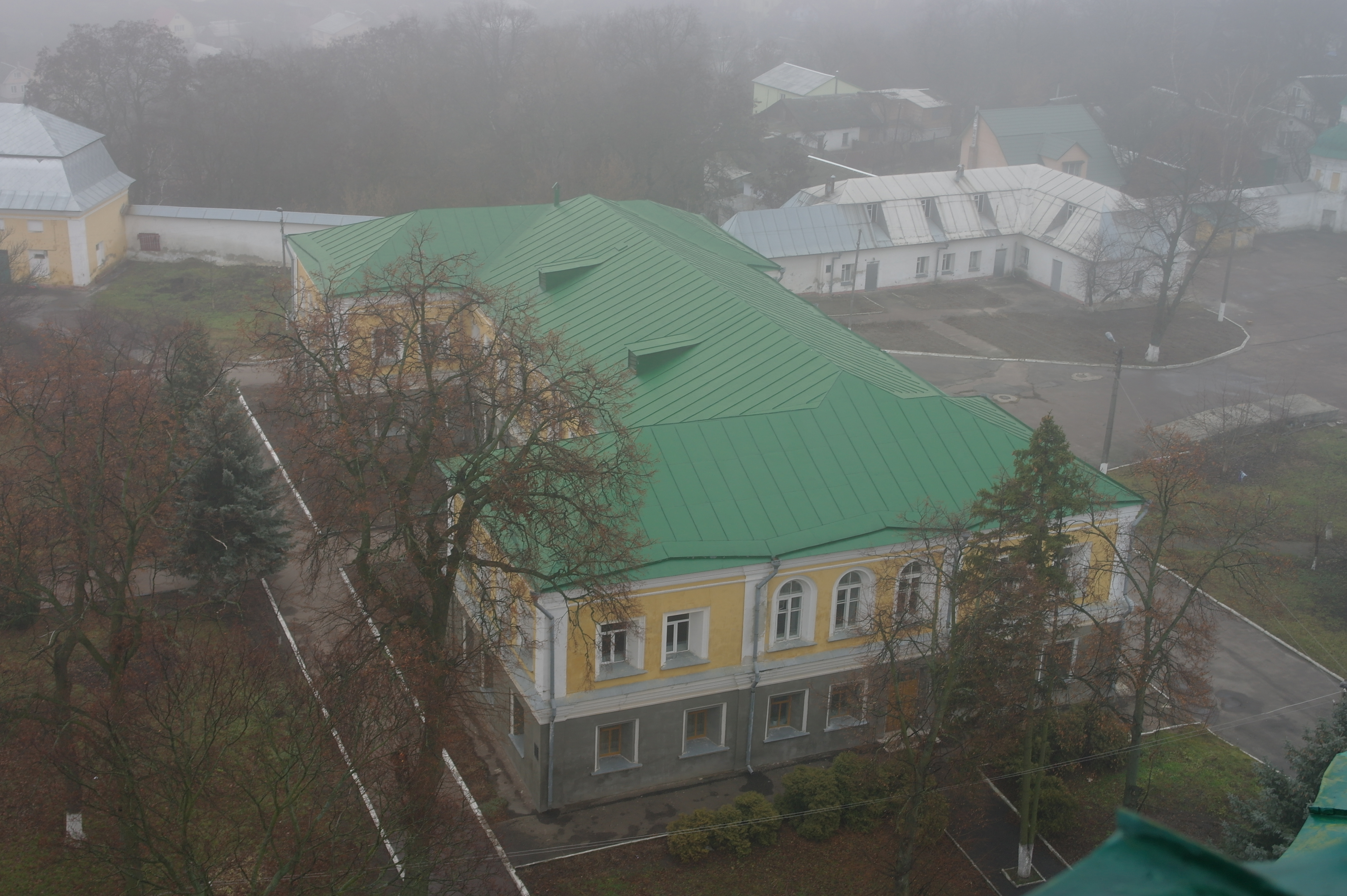
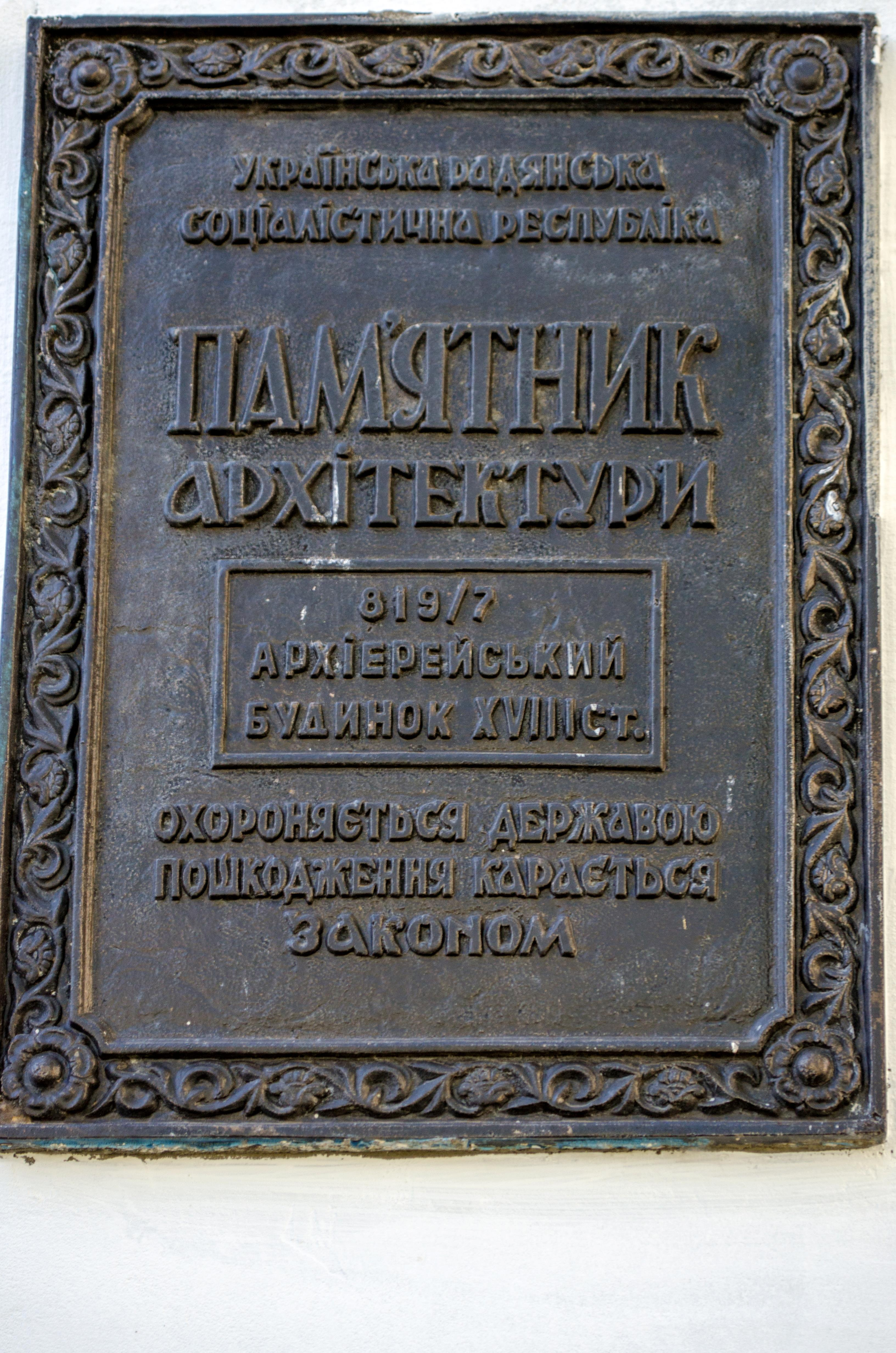